# شهرستان کارنی (نبراسکا)
شهرستان کارنی، نبراسکا (به انگلیسی: Kearney County, Nebraska) یک سکونتگاه مسکونی در ایالات متحده آمریکا است که در نبراسکا واقع شده‌است.

## خصوصیات
شهرستان کارنی ۱٬۳۳۶٫۴۴ کیلومترمربع مساحت دارد.